# Восьмой Доктор
Восьмой Доктор (англ. Eighth Doctor) — восьмое воплощение персонажа Доктора из научно-фантастического телесериала «Доктор Кто». Его сыграл актёр Пол Макганн.
Доктор — представитель внеземной расы Повелителей времени с планеты Галлифрей, который при помощи пространственно-временного устройства ТАРДИС путешествует через время и пространство, часто со спутниками. Когда Доктор получает значительные увечья, его тело может «регенерировать», однако при каждом новом воплощении его внешность и характер меняются.

## Общий обзор

### Доктор Кто
Первое появление Восьмого Доктора на телевидении состоялось в полнометражном фильме «Доктор Кто» 1996-го года. Так состоялось возвращение прославленного персонажа на экраны после того, как был закрыт классический сериал. Этот фильм должен был стать пилотным эпизодом обновлённого сериала, выпуском которого планировала заняться компания Fox, но съёмки сериала так и не были начаты из-за низких рейтингов ленты в США. Однако в Британии фильм восприняли хорошо, он собрал более девяти миллионов зрителей, а также получил довольно высокую оценку. То же произошло и в Австралии.
Несмотря на то, что приключения Восьмого Доктора на телевидении ограничились одним фильмом (если не считать мини-эпизод «Ночь Доктора», который был выпущен как приквел к юбилейной серии День Доктора), они продолжились в различных спин-оффах. Таким образом, истории о Восьмом Докторе появлялись в течение девяти лет, пока в 2005-ом году сериал не был восстановлен с новым Девятым Доктором. Но достоверность этих историй и соответствие их сюжетов друг другу и сюжету сериала остались открытой темой.

### Последующие появления
Следующее после фильма появление Восьмого Доктора состоялось в 2007 году, когда было показано его изображение в дневнике Джона Смита в эпизоде «Человеческая природа». Также краткие ролики, в которых были представлены все воплощения Доктора, в том числе и Восьмое, были продемонстрированы в рождественском спецвыпуске 2008-го года «Следующий Доктор», серии 2010-го года «Одиннадцатый час» и серии 2013-го года «Кошмар в серебряных тонах».
Последнее появление Восьмого Доктора состоялось в семиминутном мини-эпизоде «Ночь Доктора», которая является приквелом к юбилейной серии «День Доктора»; тут состоялась его регенерация в Военного Доктора.

## Биография
Седьмой Доктор пытался доставить останки казнённого Мастера на Галлифрей, но злобный повелитель времени выкрутился в очередной раз, и экстренная посадка на Землю привела к тому, что Седьмого Доктора застрелили в Сан-Франциско. После этого он попал в американскую скорую помощь, где его «убили» окончательно. После этого Седьмой Доктор регенерировал. Так появился Восьмой Доктор. Во время регенерации он лишился памяти.
В мини-эпизоде «Ночь Доктора» Восьмой Доктор, долгое время не решавшийся ввязаться в Войну Времени, понимает, что вся Вселенная под угрозой уничтожения в ходе войны между его народом и далеками, и сейчас всем больше нужен Воин, который остановит войну, а не Доктор, отрицающий насилие, после чего регенерирует в Военного Доктора.

## Личность
Восьмой Доктор был знаменит нарядом викторианского джентльмена и склонностью к стимпанку, а также способностью радоваться каждой мелочи и видеть во всём чудо. Ещё он известен тем, что впервые рискнул кого-то поцеловать — явление, немыслимое в рамках старого сериала. Несмотря на то что на телеэкране восьмой Доктор появился лишь однажды, он стал самым популярным Доктором в книгах, аудиопьесах и рассказах. Этому Доктору досталась самая долгая и путаная жизнь: он регулярно полностью или частично терял память и бывал в мирах, где линейного времени не существует вовсе. Также он прожил достаточно долго, учитывая, что до своей следующей регенерацией он успел постареть.
Также можно заметить, что Восьмой Доктор дважды повторяет одну и ту же фразу - "Будет больно?" (в фильме «Доктор Кто», когда его захватил Мастер, и в мини-эпизоде «Ночь Доктора» в моменте перед регенерацией).

## Другие появления
- Восьмой Доктор участвовал в спасении Галлифрея в серии «День Доктора».

Восьмой Доктор является одной из инкарнаций Доктора, появившихся в аудиопостановках Big Finish Productions. Он участвовал в таких историях:
- «Штормовое предупреждение» (2001) (спутница — Чарли Поллард)
- «Меч Ориона» (2001)
- «Камни Венеции» (2001)
- «Минуэт в аду» (2001)
- «Захватчики с Марса» (2002)
- «Перезвоны полуночи» (2002)
- «Времена страха» (2002)
- «Объятие тьмы» (2002)
- «Время далеков» (2002) (4 часть арки «Империя далеков»)
- «Небыляндия» (2002)
- «Загреус» (2003) (с Третьим, Пятым, Шестым и Седьмым Докторами)
- «Живая легенда» (2003) (выпуск Doctor Who Magazine)
- «Скерцо» (2003)
- «Кредо Кромона» (2004)  (присоединяется новый спутник — К’Ризз)
- «Естественная история страха» (2004)
- «Сумеречное царство» (2004)
- «Слово вора» (2004)
- «Последний» (2004)
- «Caerdroia» (2004) (валл. «Древняя Троя»)
- «Вторая жизнь» (2004)
- «Фирма ужасов» (2005) (первая аудиопостановка после возрождения сериала)
- «Трусишка» (2005)
- «Другие жизни» (2005)
- «Время работы» (2006)
- «Что-то внутри» (2006)
- «Аллея памяти» (2006)
- «Отпущение грехов» (2007) (К’Ризз покидает Доктора)
- «Девушка, которой никогда не было» (2007)
- «Пасьянс» (2010) (из «Хроник спутников»)
- «Не хватает времени» (2010) (из «Коротких поездок»; без спутников)
- «Отпуская» (2011) (из «Коротких поездок»; с Чарли)
- «Всё удовольствие от ярмарки» (2011) (из «Коротких поездок»; с Люси Миллер)
- «Квантовая ересь» (2011) (из «Коротких поездок»; без спутников)
- «Враждебные пришельцы» (2013) (из «Судьбы Докторов»; с Чарли)
- «Свет в конце» (2013) (со всеми предыдущими воплощениями и Чарли)
- «Начало конца»(2021)(с Пятым, Шестым и Седьмыми Докторами)

Отдельно стоит отметить Приключения Восьмого Доктора:
Сезон 1:
- «Кровь далеков» (2006—2007) (новая спутница — Люси Миллер)
- «Ужас глэм-рока» (2007)
- «Бессмертие в любви» (2007)
- «Фобос» (2007)
- «Хватит лжи» (2007)
- «Человеческие возможности» (2007)

Сезон 2:
- «Мёртвый Лондон» (2008)
- «Максимальная деформация» (2008)
- «Дивный новый город» (2008)
- «Череп Собека» (2008)
- «Большая космокража» (2008)
- «Зайгон, упавший на Землю (игра слов - «Зайгон, влюбившийся на Земле») (2008)
- «Сёстры пламени» / «Месть Морбиуса» (2008)

Сезон 3:
- «Орбис» (2009)
- «Теплица» (2009)
- «Зверь Орлока» (2009)
- «Рассвет виррнов» (2009)
- «Козёл отпущения» (2009)
- «Каннибалисты» (2009)
- «Восемь истин» / «Всемирная паутина» (2009)

Сезон 4:
- «Смерть в Блэкпуле» (2010) (Люси покидает Доктора)
- «Бессмысленная ситуация» (2010) (новая спутница — Тэмсин Дрю)
- «Больше никогда» (2010)
- «Келлская книга» (2010)
- «Деймос» / «Воскрешение Марса» (2010) (возвращение Люси во второй части; Тэмсин покидает Доктора)
- «Относительные измерения» (2010) (возвращение Сьюзен Форман и Алекса Кэмпбелла)
- «Пленник Солнца» (2011)
- «Люси Миллер» / «До самой смерти» (2011) (возвращение Тэмсин, Сьюзен и Алекса)

Ещё один примечательный цикл с Восьмым Доктором — «Тёмные очи»:
Сезон 1:
- «Великая война» (2012) (новая спутница — Молли О’Салливан)
- «Беглецы» (2012)
- «Запутанная сеть» (2012)
- «Икс и далеки» (2012)

Сезон 2:
- «Предатель» (2014) (новая спутница — Лив Ченка)
- «Белая комната» (2014) (с Молли)
- «Горизонт времени» (2014) (Молли и Лив)
- «Глаза Мастера» (2014) (новое воплощение Мастера)

Сезон 3:
- «Смерть надежды» (2014) (с Молли)
- «Оскорблённые» (2014) (с Лив)
- «Генеральный план» (2014) (или «План Мастера»; с Лив)
- «Господство Высокопреосвященства» (2014) (Молли и Лив)

Сезон 4:
- «Жизнь за день» (2015)
- «Монстр Монмартра» (2015)
- «Повелитель далеков» (2015)
- «Глаз тьмы» (2015)

Цикл «Раковая Коалиция»:
1 сезон:
- «Одиннадцать»(2015) (появление Одиннадцать)
- «Красная Леди»(2015)(новая спутница -- Хэлен Синклер)
- «Ловушка Галилео»(2015)
- «Сатанинская фабрика»(2015)

2 сезон:
- «Высадка»(2016)
- «Сцены из её жизни»(2016)
- «Дар»(2016)
- «Сономансер»(появление Ривер Сонг)

3 сезон:
- «Отсутствующие друзья»(2016)
- «Восьмая Часть»(2016)
- «Хронометр Судного Дня»(2016)
- «Горнило Душ»

4 сезон:
- «Корабль в бутылке»(2017)
- «Песня о Любви»(2017)
- «Сторона Ангелов»(2017)(появление Монаха)
- «Остановить Часы»(2017)

В списках представлены аудиопостановки, косвенно являющиеся каноничными на основании миниэпизода «Ночь Доктора» (приквел к Дню Доктора).

### Возможный спин-офф
После показа приквела «Ночь Доктора», фанаты захотели увидеть восьмое воплощение Доктора ещё. Предполагается спин-офф Доктора Кто о восьмом Докторе. Было решено послать онлайн-петицию телеканалу BBC, как только она наберёт 10 тысяч подписей. 22 ноября 2013 года петиция собрала более 15 тысяч подписей и было решено поднять планку до 25 тысяч.